# Margaret Molesworth
Margaret Molesworth (7 agosto 1894 – 9 luglio 1985) è stata una tennista australiana.

## Biografia
Durante la sua carriera vinse il singolare all'Australasian Championships nel 1922 vincendo contro Esna Boyd in due set (6-3 10-8). L'anno seguente bissò la vittoria sempre battendo in finale Esna Boyd per 6-1 7-5
Anni dopo, nel 1934 giunse in finale perdendo contro Joan Hartigan per 6-1, 6-4. Nel doppio vinse diversi tornei:
- 1930,  in coppia con Emily Hood vinse contro Marjorie Cox Crawford e Sylvia Lance Harper per 6-3, 0-6, 7-5
- 1933,  in coppia con Emily Hood vinse contro Joan Hartigan Bathurst e Marjorie Gladman Van Ryn per 6-3, 6-2
- 1934, in coppia con Emily Hood vinse contro Joan Hartigan Bathurst e Ula Valkenburg per 6-8, 6-4, 6-4